# Jacek Andrzejewski
Jacek Zbigniew Andrzejewski (ur. 10 maja 1953 w Żychlinie) – polski inżynier chemik, poseł na Sejm X kadencji.

## Życiorys
W latach 1975–1979 był członkiem Socjalistycznego Związku Studentów Polskich. Ukończył w 1979 studia z zakresu chemii na Politechnice Łódzkiej. Po studiach podjął pracę w Zakładach Tworzyw Sztucznych „Boryszew-Erg” w Sochaczewie, w latach 1983–1987 był wiceprzewodniczącym Rady Pracowniczej. W 1989 został dyrektorem Zakładu Usług Technicznych w Skierniewicach. Od 1977 do rozwiązania był członkiem Polskiej Zjednoczonej Partii Robotniczej, zasiadał w egzekutywie komitetu wojewódzkiego PZPR. Pełnił funkcję radnego Miejskiej Rady Narodowej w Sochaczewie.
W 1986 był delegatem na X Zjazd PZPR. W 1988 ukończył studia podyplomowe w Akademii Nauk Społecznych w Warszawie. Był także absolwentem Wieczorowego Uniwersytetu Marksizmu-Leninizmu.
W 1989 uzyskał mandat posła na Sejm kontraktowy. Został wybrany w okręgu skierniewickim z puli PZPR. Na końcu kadencji należał do Klubu Niezależnych Posłów. Pracował w Komisji Systemu Gospodarczego i Polityki Przemysłowej. W 1990 był także naczelnikiem miasta Sochaczew, bezskutecznie ubiegał się w tymże roku o stanowisko burmistrza. W 1991 nie kandydował w kolejnych wyborach parlamentarnych, zajął się prowadzeniem działalności gospodarczej w ramach spółki prawa handlowego.
Odznaczony Brązowym Krzyżem Zasługi (1986).